# Семиволос, Алексей Ильич

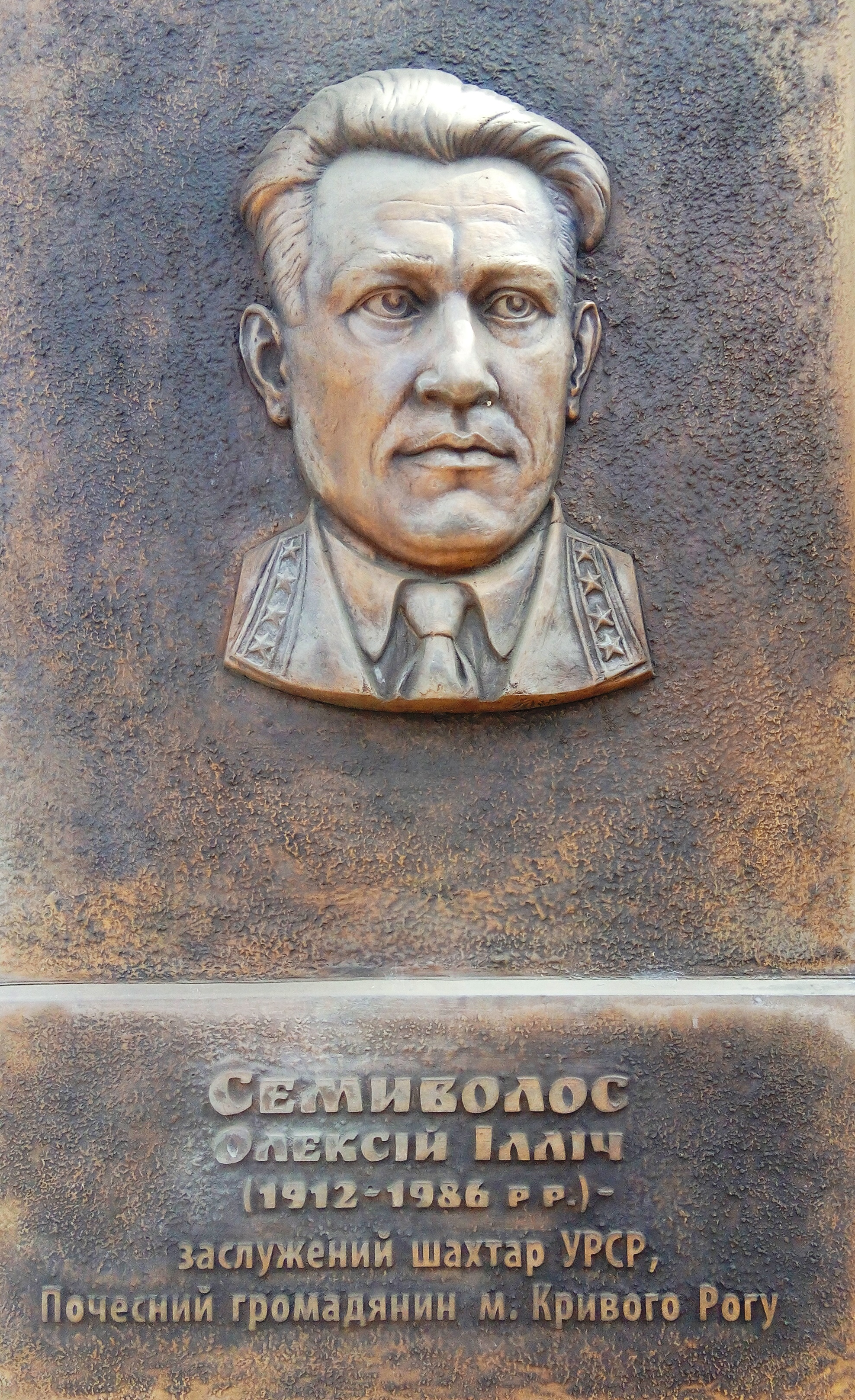
Бронзовый барельеф Алексею Семиволосу на площади 80-летия Днепропетровщины

Алексей Ильич Семиволос (17 [30] марта 1912, Квитки, Киевская губерния — 24 февраля 1986, Кривой Рог, Днепропетровская область) — советский шахтёр, бурильщик-новатор в железорудной промышленности, один из первых «тысячников». Горный директор I ранга. Депутат Верховного Совета CCCP 2—4-го созывов (1946—1958). Лауреат Сталинской премии (1942), почётный гражданин Кривого Рога (1968).

## Биография
Родился 17 (30) марта 1912 года в селе Квитки (ныне Корсунь-Шевченковский район Черкасской области).
С 1929 года начал работать в Криворожском бассейне. В 1929—1934 годах — рабочий по ремонту путей, горный мастер. В 1934—1941 годах — бурильщик шахты № 10 рудника имени Ильича треста «Дзержинскруда» (Кривой Рог). В 1940 году вступил в ВКП(б).
С началом Великой Отечественной войны, в октябре 1941 года с другими шахтёрами Кривбасса эвакуирован на Южный Урал, где работал бурильщиком на Бакальском руднике Челябинской области. 
В 1944 году вернулся в Кривой Рог, где начинал восстанавливать разрушенные немецкими оккупантами шахты. В 1944—1956 годах — управляющий рудником имени Ильича треста «Дзержинскруда». В 1956—1972 годах — заместитель управляющего рудоуправлениемм имени Ф. Э. Дзержинского треста «Дзержинскруда».
С 1972 года на пенсии.
Умер 24 февраля 1986 года в Кривом Роге.

## Метод Семиволоса
В 1940 году выступил инициатором и внедрил метод скоростного многозабойного бурения. Новаторский метод позволял бурильщику освободиться от подсобных работ и сокращал срок подготовки рудного блока в три раза. Изменил схему подготовки нарезных выработок, создал комплексную бригаду из бурильщика, скрепериста, крепильщика, взрывника и слесаря. 27 июля 1940 года, при использовании нового метода, был поставлен рекорд, при котором было обурено 18 забоев за смену и выполнено 12 норм.
6 февраля 1943 года установил новый рекорд, обурив за смену 27 забоев и выполнив план на 4940%. В 1943 году выполнил 3,5 годовых нормы. Всего на Урале установил 13 рекордов.
Метод Семиволоса позволял резко увеличить добычу и был внедрён, получив широкое распространение на многих рудниках чёрной и цветной металлургии СССР.

## Награды
- Отличник социалистического соревнования чёрной металлургии (5 ноября 1940, № 2822);
- Персональная машина М1 (6 февраля 1940);
- Сталинская премия 2-й степени (10 апреля 1942) — за разработку и внедрение в горнорудной промышленности нового метода многозабойного обуривания, дающего большое повышение производительности труда и обеспечивающего значительное повышение добычи руды;
- Дважды орден Ленина;
- Дважды Орден Трудового Красного Знамени;
- Орден Октябрьской Революции;
- Почётный гражданин Кривого Рога (23 января 1968);
- Заслуженный шахтёр УССР;
- медали.

## Память
- Памятная доска на фасаде школы № 63 в Кривом Роге[2];
- Памятная доска на площади имени 80-летия Днепропетровской области в Днепропетровске[3];
- Алексей Семиволос стал прототипом Андрея Береговенко — героя произведения «Наша молодость» Михаила Гуреева[4];
- Премия советских профсоюзов имени А. И. Семиволоса;
- Книга Якова Тайца «Рудый камень»[5].